# Politica de Cookie-uri
Pagina 'Politica de Cookie-uri' este un concept esențial în contextul website-urilor din România și reprezintă o componentă obligatorie în conformitate cu legislația privind protecția datelor cu caracter personal și confidențialitatea online.

### '''Definiție și Scop'''
Politica de Cookie-uri se referă la documentul sau secțiunea prezentă pe un website, care descrie modul în care website-ul utilizează și gestionează cookie-urile. Cookie-urile sunt fișiere mici de text care sunt plasate pe dispozitivul utilizatorului (cum ar fi computerul sau telefonul mobil) atunci când accesează un website. Acestea conțin informații despre interacțiunile utilizatorului cu website-ul respectiv și pot fi utilizate pentru a furniza o experiență personalizată și eficientă utilizatorilor.

### '''Rolul Politicii de Cookie-uri'''
Politica de Cookie-uri are mai multe roluri cheie. În primul rând, acest document are scopul de a informa utilizatorii cu privire la tipurile de cookie-uri utilizate de website și scopurile pentru care sunt utilizate. Aceasta poate include cookie-uri necesare pentru funcționarea corectă a website-ului, cookie-uri de performanță care analizează modul în care utilizatorii interacționează cu website-ul sau cookie-uri de publicitate utilizate pentru a afișa anunțuri relevante pentru utilizatori.
De asemenea, Politica de Cookie-uri trebuie să ofere utilizatorilor opțiuni clare de control și consimțământ cu privire la utilizarea cookie-urilor. Utilizatorii trebuie să poată decide dacă doresc să accepte sau să respingă cookie-urile și să aibă posibilitatea de a le gestiona prin setările browser-ului sau prin alte instrumente puse la dispoziție de website.

### '''Conformitatea cu legislația românească'''
Politica de Cookie-uri este obligatorie pe orice website din România în conformitate cu legislația aplicabilă privind protecția datelor cu caracter personal, în special Legea nr. 506/2004 privind prelucrarea datelor cu caracter personal și protecția vieții private în sectorul comunicațiilor electronice. Acest act normativ solicită operatorilor de website-uri să furnizeze informații clare și transparente cu privire la cookie-uri, scopurile pentru care sunt utilizate și să obțină consimțământul utilizatorilor înainte de a plasa cookie-uri pe dispozitivele lor.

### '''Concluzie'''
Politica de Cookie-uri este un element esențial pentru orice website din România, având rolul de a informa și proteja utilizatorii în ceea ce privește utilizarea cookie-urilor și colectarea datelor personale. Prin furnizarea unei politici de cookie-uri bine structurate și transparente, website-urile pot demonstra angajamentul lor față de respectarea confidențialității și protecției datelor utilizatorilor lor. Este esențial ca operatorii de website-uri să acorde atenție și să se asigure că Politica de Cookie-uri este ușor accesibilă pentru utilizatori. Aceasta ar trebui să fie plasată într-un loc vizibil și să fie redactată într-un limbaj clar și concis, evitând utilizarea de termeni tehnici greu de înțeles pentru utilizatorii obișnuiți.
În plus, este recomandat ca Politica de Cookie-uri să fie actualizată în mod regulat pentru a reflecta schimbările în modul de utilizare a cookie-urilor și pentru a răspunde noilor cerințe legale sau tehnologice.
Pentru a respecta cerințele legale și a asigura o conformitate adecvată, operatorii de website-uri din România ar trebui să consulte și să se familiarizeze cu ghidurile și recomandările emise de Autoritatea Națională de Supraveghere a Prelucrării Datelor cu Caracter Personal (ANSPDCP) sau alte organisme relevante.
În concluzie, Politica de Cookie-uri este o componentă esențială a oricărui website din România și joacă un rol important în asigurarea protecției datelor cu caracter personal și confidențialității online. Prin furnizarea informațiilor adecvate și prin oferirea opțiunilor de control utilizatorilor, operatorii de website-uri pot construi încrederea utilizatorilor și pot promova o experiență online transparentă și responsabilă.